# 셜리 템플
셜리 제인 템플(영어: Shirley Jane Temple, 1928년 4월 23일 ~ 2014년 2월 10일)은 미국의 배우이다. 1934년 4월 19일 《Stand Up and Cheer!》로 영화계에 데뷔했으며 1930년대를 통틀어 가장 유명한 아역 배우였다. 연예계 은퇴 이후 공직자의 길을 걸어 가나 주재 미국 대사와 체코슬로바키아 주재 미국 대사직을 역임하기도 했다.

## 생애
셜리 템플은 1928년 캘리포니아주 산타모니카의 유복하고 원만한 가정에서 태어났다. 어려서부터 음악과 춤을 좋아하는 딸을 눈여겨본 모친은 딸이 세 살 되던 해에 무용학교(Meglin's Dance School)에 입학시켰다. 1933년 20세기 폭스의 전신인 폭스 필름의 관계자에게 발탁되어 7년 계약을 맺고 영화 《Stand Up and Cheer!》로 데뷔했다. 템플의 두 번째 영화 파라마운트 픽처스의 《Little Miss Marker》는 그를 일약 스타로 만들었고 여덟 살이 될 무렵에는 1년에 50만 달러를 벌어들이게 되었다. 당시 미국은 대공황을 맞아 경제가 침체되어 있었지만 셜리 템플을 모델로 한 인형과 각종 관련 상품이 불티나게 팔리는 등 그의 브랜드 가치는 어마어마했다. 프랭클린 루스벨트 대통령은 라디오 연설에서 "미국에 셜리 템플이 있는 한 우리는 괜찮을 거다"라는 이야기를 할 만큼 셜리 템플은 당시 미국의 상징이자 희망이었다. 템플은 일곱 살 때 아카데미상 아역상을 수상했으며 클라크 게이블, 로버트 테일러, 게리 쿠퍼 등 유명 배우들을 누르고 3년 연속 박스 오피스 챔피언에 오르기도 했다. 나이가 들면서 아역 배우의 대명사였던 템플의 인기는 시들해졌고 그는 17세에 잭 애거(Jack Agar)와 결혼, 21세에 은퇴를 선언했다. 이후 정계에 입문해 가나와 체코슬로바키아의 대사를 지내는 등 외교관으로 활약했으며 1972년에는 공개석상에서 다른 환자들에게 희망을 주기 위해 자신이 유방암에 걸렸음을 밝히기도 했다. 2006년 미국배우협회 시상식에서 평생공로상을 수상했다.

## 일화
셜리 템플은 1930년대 하와이 와이키키의 로열 하와이안 호텔을 자주 방문했는데 나이가 어려 술을 마실 수 없는 그를 위해 석류 시럽과 탄산음료를 넣은 칵테일을 만들어주었고 이 칵테일에는 그의 이름이 붙여졌다.